# Die Rückkehr von Ro Laren
Die Rückkehr von Ro Laren (Originaltitel: Preemptive Strike) ist die 24. Folge der siebenten Staffel der US-amerikanischen Science-Fiction-Fernsehserie Raumschiff Enterprise – Das nächste Jahrhundert. Sie wurde in den Vereinigten Staaten über Syndication vermarktet und erstmals am 16. Mai 1994 auf verschiedenen Fernsehsendern ausgestrahlt. In Deutschland war sie zum ersten Mal am 25. Juli 1994 in einer synchronisierten Fassung auf Sat.1 zu sehen.

## Handlung
Im Jahr 2370 bei Sternzeit 47941.7 kehrt Ro Laren auf die Enterprise zurück, nachdem sie für längere Zeit weg war, um bei der taktischen Abteilung der Sternenflotte ein Training für Fortgeschrittene zu absolvieren. Um ihre Rückkehr und ihre kürzliche Beförderung zum Lieutenant zu feiern, wird ein Empfang gegeben, bei dem sie sich aber etwas fehl am Platz fühlt. Captain Picard hat dies vorausgeahnt und verschafft ihr daher nach einer persönlichen Begrüßung die Gelegenheit, möglichst schnell ihren Dienst auf der Brücke aufzunehmen.
Die Enterprise ist unterwegs zu einem Treffen, um die Situation in der Demilitarisierten Zone entlang der cardassianischen Grenze zu besprechen. Plötzlich registriert sie ein cardassianisches Kriegsschiff, das von mehreren kleinen Schiffen der Widerstandsorganisation Maquis angegriffen wird. Picards Aufforderung, den Angriff sofort abzubrechen, ignorieren die Schiffe. Erst nach einem Warnschuss der Enterprise drehen sie ab. Die Enterprise hilft bei der Behandlung der cardassianischen Verletzten. Picard und der cardassianische Kommandant Gul Evek machen sich gegenseitig Vorwürfe, dass die jeweils andere Seite nicht genug tun würde, um die Gewalttaten durch ihre Kolonisten in der Demilitarisierten Zone zu unterbinden.
Kurz darauf trifft sich Picard mit Admiral Alynna Nechayev, die entschlossen ist, den Maquis zu bekämpfen. Sie möchte dafür einen Undercover-Agenten einschleusen, um mehr über die Organisation und die Pläne des Maquis zu erfahren. Sie hält Ro Laren für die ideale Kandidatin, denn sie hatte als Bajoranerin dank der Cardassianer eine traumatische Kindheit. Zudem war ihr Dienst in der Sternenflotte immer wieder von Schwierigkeiten geprägt. Ro nimmt den Auftrag an, um Picard zu beweisen, dass sein Vertrauen in sie gerechtfertigt ist; zugleich fühlt sie sich aber unwohl, da sie mit dieser Mission letztlich auch den Cardassianern hilft.
Als Zivilistin verkleidet besucht Ro eine Bar auf der Kolonie Ronara Prime. Wenig später folgen ihr Sicherheitschef Worf und der zweite Offizier Data in Uniform und geben vor, nach ihr zu suchen, denn sie soll einen Cardassianer ermordet haben. Während Ro sich versteckt, behauptet ein Mann, sie wäre hier gewesen, aber schon wieder gegangen. Als Worf und Data die Bar verlassen haben, macht sich Ro mit dem Mann bekannt. Sie gibt vor, gern andere Leute kennenlernen zu wollen, die ebenfalls die Cardassianer hassen. Der Mann, Santos mit Namen, betäubt sie daraufhin mit einem Phaser und sie wacht in einem anderen Raum wieder auf. Santos, eine Frau namens Kalita und ein älterer Mann namens Macias sitzen ihr gegenüber und stellen ihr Fragen über ihre Vergangenheit. Ro erzählt, dass sie von einem Militärgericht verurteilt wurde, vor drei Jahren ihren Dienst aber wieder aufnehmen konnte. Vor kurzem habe sie die Sternenflotte jedoch ohne formelle Kündigung verlassen. Santos und Kalita beschließen, ihre Antworten zu überprüfen, und Macias unternimmt währenddessen einen Spaziergang mit ihr. Macias ist ihr sofort sympathisch, denn er erinnert Ro an ihren Vater, der von den Cardassianern ermordet wurde.
Santos konnte Ros Hintergrundgeschichte in der Zwischenzeit bestätigen und vertraut ihr. Er lädt sie zu einem Treffen von Maquis-Mitgliedern ein, bei dem besprochen wird, dass die Cardassianer offenbar planen, biogene Waffen gegen den Maquis einzusetzen. Die Gruppe möchte dem mit einem Präventivschlag zuvorkommen, doch bevor dies geschehen kann, muss sie unbedingt ihre knappen medizinischen Vorräte auffüllen. Ro schlägt daher einen tollkühnen Plan vor, der vorsieht, medizinische Güter von der Enterprise zu stehlen. Da Kalita immer noch misstrauisch ist, begleitet sie Ro. Die Enterprise wird durch einen gefälschten Notruf in Topin-System gelockt. Die Strahlung des dortigen Sterns stört Sensoren und Kommunikationssysteme. Durch ein verstecktes Signal informiert Ro die Mannschaft über ihre baldige Ankunft. Ro und Kalita brechen in einem Maquis-Schiff auf. Ro gibt zuerst vor, die Überwachungsbojen an der Grenze der Demilitarisierten Zone zu überlisten. Dann nähert sie sich unentdeckt der Enterprise. Picard lässt eine Lücke in den Schutzschilden erzeugen, damit es so aussieht, als hätte Ro sie mit ihren Sicherheitscodes deaktivieren können. Nachdem sie die medizinischen Vorräte an Bord gebeamt haben, fliegen Ro und Kalita schleunigst zurück.
Ro genießt nun das uneingeschränkte Vertrauen der Maquis-Zelle und bekommt ein eigenes Schiff. Sie nutzt dies sogleich, um sich mit Picard zu treffen und ihn über alles zu informieren. Picard erzählt ihr, dass die Sternenflotte plant, den Maquis empfindlich zu schwächen, indem sie ihn zu einem Großangriff zwingt. Die Gerüchte über die biogenen Waffen scheinen Picard hierfür gut geeignet. Er will, dass Ro behauptet, die Cardassianer würden schon in Kürze über Mittelsmänner in einem Konvoi größere Mengen in die Demilitarisierte Zone schmuggeln. Der Maquis hätte dann keine Wahl als viele Schiffe zusammenzuziehen, um den Konvoi anzugreifen. Währenddessen verstecken sich mehrere Sternenflotten-Raumschiffe im Hugora-Nebel, um einen Gegenangriff zu starten und die Maquis-Schiffe aufzubringen.
Mit wachsendem Skrupel führt Ro Picards Anweisungen aus und behauptet nach ihrer Rückkehr, dass ein yridianischer Konvoi mit den letzten Komponenten für die biogenen Waffen unterwegs sei. Während die anderen Maquis-Zellen informiert und um Hilfe gebeten werden, unterhält sich Ro wieder mit Macias. Er plant ein großes Festessen nach dem Sieg über die Cardassianer. Während sie über den Markt schlendern, geben sich drei vermummte Gestalten plötzlich als Cardassianer zu erkennen und eröffnen das Feuer auf die Menge. Ro und einigen anderen gelingt es schließlich, sie zu überwältigen, doch Macias wird von ihnen tödlich getroffen, was Ro zutiefst bestürzt.
Kurz bevor die Falle zuschnappen soll, trifft sich Picard noch einmal verdeckt mit Ro. Sie bittet ihn, die Aktion abzubrechen. Zuerst behauptet sie, der Maquis habe den Köder nicht geschluckt, schließlich muss sie aber zugeben, dass sie Gewissensbisse hat, diese Leute zu verraten. Picard muss ihre Bitte ablehnen; die Aktion soll wie geplant durchgeführt werden. Will Riker, der erste Offizier der Enterprise, gibt sich als Ros Bruder aus und begleitet sie. Als sich die Maquis-Flotte dem Hugora-Nebel nähert, feuert Ro plötzlich von ihrem Schiff aus einen schwachen Partikelstrahl ab, Dadurch werden die versteckten Sternenflotten-Schiffe für die Sensoren des Maquis sichtbar; die Falle ist aufgeflogen und der Angriff wird abgebrochen. Ro gestattet Riker, mit ihrem Schiff zur Enterprise zurückzukehren. Bevor sie auf Kalitas Schiff beamt, bittet sie Riker, Picard zu sagen, dass es ihr leid tut, sein Vertrauen enttäuscht zu haben. Wortlos und grübelnd nimmt Picard Rikers Nachricht von Ros Überlaufen zum Maquis entgegen.

## Verbindungen zu anderen Star-Trek-Produktionen
Die Handlung der Folge baut auf mehreren früheren Star-Trek-Produktionen auf:
- Die Figur Ro Laren hatte in Folge 5.03 (Fähnrich Ro) von Raumschiff Enterprise – Das nächste Jahrhundert aus dem Jahr 1991 ihren ersten Auftritt. Ihre damals thematisierte traumatische Vergangenheit mit den Cardassianern und ihre Schwierigkeiten in der Sternenflotte werden in Die Rückkehr von Ro Laren erneut aufgegriffen.
- Die Einrichtung der Demilitarisierten Zone und die daraus resultierende Unzufriedenheit der Föderationskolonisten wurden in Folge 7.20 (Am Ende der Reise) von Raumschiff Enterprise – Das nächste Jahrhundert aus dem Jahr 1994 eingeführt.
- In der Doppelfolge 2.20/21 (Der Maquis) von Star Trek: Deep Space Nine aus dem Jahr 1994 wurde gezeigt, dass die wachsende Unzufriedenheit der Kolonisten zur Gründung der Widerstandsorganisation Maquis führte. Auch dort waren Admiral Nechayev und Gul Evek in Nebenrollen zu sehen.

Ro erwähnt einen Lieutenant Commander, den sie bei ihrem taktischen Training kennenlernte, nennt ihn aber nicht beim Namen. Laut den Produzenten hätte dies Chakotay sein sollen, der einige Monate nach der Erstausstrahlung von Die Rückkehr von Ro Laren als Hauptfigur der neuen Serie Star Trek: Raumschiff Voyager eingeführt wurde. Diese Verbindung wurde auch in Ros Biografie auf der offiziellen Star-Trek-Website aufgenommen; sie blieb jedoch nicht-kanonisch, da sie innerhalb der Star-Trek-Serien nie explizit erwähnt wurde. Stattdessen wurde später etabliert, dass Chakotay die Sternenflotte schon lange vor Ros Training verlassen hatte.
In Folge 3.05 (Wechselbälger) von Star Trek: Picard aus dem Jahr 2023, die 2401 spielt, wird offenbart, dass Ro Laren die Vernichtung des Maquis durch das Dominion im Jahr 2373 überlebt und anschließend eine zweite Karriere bei der Sternenflotte beginnt.

## Produktion

### Drehbuch
Der Arbeitstitel der Folge lautete The Good Fight. Er wurde aber abgeändert, da er dem Titel der finalen Doppelfolge Gestern, heute, morgen (im Original: All Good Things…) zu sehr ähnelte.

### Darsteller
Michelle Forbes hat hier ihren letzten von acht Auftritten als Ro Laren in der Serie Raumschiff Enterprise – Das nächste Jahrhundert. Forbes hatte Ro zuletzt zu Beginn der sechsten Staffel gespielt und danach abgelehnt, Ro als Hauptfigur der neuen Serie Star Trek: Deep Space Nine weiterzuspielen. Durch diese Entscheidung hatte sie sich zugleich etwas vom Star-Trek-Franchise entfremdet. Jeri Taylor konnte sie aber noch zu einem weiteren Auftritt überreden. 29 Jahre später nahm Forbes die Rolle der Ro Laren in Folge 3.05 (Wechselbälger) von Star Trek: Picard noch einmal auf.
Shannon Cochran spielte Kalita noch einmal in Folge 3.09 (Defiant) von Star Trek: Deep Space Nine. Sie spielte außerdem Sirella in Folge 6.07 (Klingonische Tradition) von Star Trek: Deep Space Nine und Senatorin Tal’Aura im Spielfilm Star Trek: Nemesis.
Natalia Nogulich hat hier ihren letzten von vier Auftritten als Admiral Nechayev in der Serie Raumschiff Enterprise – Das nächste Jahrhundert. Sie hatte diese Rolle auch in einer Folge von Star Trek: Deep Space Nine gespielt und spielte sie später noch in einer weiteren Folge dieser Serie.
Richard Poe hat hier seinen letzten von zwei Auftritten als Gul Evek in der Serie Raumschiff Enterprise – Das nächste Jahrhundert. Er spielte diese Figur auch in drei Folgen von Star Trek: Deep Space Nine und im Pilotfilm von Star Trek: Raumschiff Voyager.

### Modelle und Effekte
Bei der Schlacht am Anfang der Folge sind die Enterprise, Gul Eveks Schiff und mindestens zehn angreifende Maquis-Schiffe zu sehen. Es handelt sich hierbei um die größte Anzahl von gleichzeitig gezeigten Raumschiffen in der Serie Raumschiff Enterprise – Das nächste Jahrhundert. Erst die Ablösung von physischen Modellen durch CGI-Modelle ermöglichte es, in späteren Star-Trek-Produktionen deutlich größere Raumschiff-Ansammlungen zu zeigen.
Für die Maquis-Schiffe wurden verschiedene Modelle verwendet. Bei den kleineren Schiffen handelt es sich zum einen um Maquis-Angriffsjäger, die erstmals in der Doppelfolge 2.20/21 (Der Maquis) von Star Trek: Deep Space Nine zu sehen waren. Zudem wurden die bajoranischen Raider aus Folge 2.03 (Die Belagerung) von Star Trek: Deep Space Nine wiederverwendet. Für die größeren Schiffe, die sogenannten Maquis-Fighter, wurde ein neues Modell angefertigt, das von Jim Martin entworfen und von Greg Jein gebaut wurde. Dieses Modell wurde später in mehreren Folgen von Star Trek: Deep Space Nine und Star Trek: Raumschiff Voyager wiederverwendet, auch zur Darstellung der noch größeren Maquis-Raider.

## Rezeption
Keith DeCandido bewertete Die Rückkehr von Ro Laren 2013 auf tor.com als eine leicht überdurchschnittliche Folge von Raumschiff Enterprise – Das nächste Jahrhundert. Er empfand sie als einen würdigen Abschied für die Figur Ro Laren, die perfekt in die Rolle der Maquis-Überläuferin passe. Die Geschichte selbst fand DeCandido jedoch allzu vorhersehbar. Macias sei sofort als Vaterfigur erkennbar und sein Tod sei keine Überraschung. Dennoch fand DeCandido die Figur sehr gut gespielt, ebenso lobte er die Schauspielleistung von Michelle Forbes. Als weiteren Kritikpunkt führte er an, dass sich die Folge hauptsächlich auf die Beziehung zwischen Ro und Picard konzentriert, ihre [im Verlauf der Serie äußerst wechselhafte] Beziehung mit Riker aber weitgehend ignoriert.